# Песколанчано
Песколанча̀но (на италиански: Pescolanciano, на местен диалект Pesculangiànë, Пескуланджанъ) е село и община в Централна Италия, провинция Изерния, регион Молизе. Разположено е на 800 m надморска височина. Населението на общината е 890 души (към 2010 г.).